# Burg Bordenau
Die Burg Bordenau, auch Alte Burg genannt, ist eine abgegangene Niederungsburg des 13. Jahrhunderts nördlich des Ortsteils Bordenau der Stadt Neustadt am Rübenberge in der Region Hannover in Niedersachsen.

## Geschichte
Die Burg in Bordenau war eine Gründung der in Wunstorf sitzenden Grafen von Roden. Sie wurde erstmals 1299 in einer Vereinbarung des Mindener Buschofs Ludolf I.  und des Herzogs Otto II. von Braunschweig-Lüneburg über die Aufteilung der Grafschaft Wunstorf nach einem eventuellen Sieg im Krieg mit ihr erwähnt. Die Burg erscheint darauf tatsächlich als unter der Herrschaft des Herzogtums Braunschweig-Lüneburg stehend in den Quellen. 1342 wird die Burg als Festes Haus bezeichnet, als es an die Herren von Mandelsloh und den Ritter Johann Pichard verpfändet wurde. 1373 werden die Mandelsloh erneut damit belehnt. Dabei wird aber in der Urkunde erwähnt, dass vorher die Herren von Campe Inhaber des Lehens waren. Diese Familie trat wiederum später die Nachfolge der Mandelsloh als Lehnsnehmer für Dorf und Burgplatz an. Dabei wurde ihnen 1380 aufgetragen, Haus und Bergfried zu bauen, den Wall mit Toren, Brücken und Planken zu versehen und die Vorburg in gleicher Weise zu befestigen. Offenbar war die Burg vorher im Lüneburger Erbfolgekrieg zerstört worden. 1388 wurde die Burg Bordenau ein letztes Mal erwähnt. Später wurde der Sitz der Campe zu einem unbekannten Zeitpunkt vor 1600 an die Stelle des heutigen Guts Scharnhorst verlegt. Das Lehen über das Gut ging zunächst weiter an die Familien von Lenthe und von Esebeck. Im Dreißigjährigen Krieg besaß das Gut ein Hauptmann von Treß aus der Armee Tillys, danach war es in bürgerlichen Händen. 1755 wurde hier der spätere General Gerhard von Scharnhorst geboren. Dieser ließ 1798 das um 1600 errichtete Gutsgebäude umbauen.

## Beschreibung
Von der mittelalterlichen Burg sind keine Reste mehr vorhanden, sie ist auch nicht mit völliger Sicherheit lokalisiert. Nördlich des Bordenauer Sees befindet sich ein Sandhügel mit dem Flurnamen „Borgstelle“, der früher eine Insel in der Leine war. Für die Identifikation dieser Stelle mit dem mittelalterlichen Burgplatz spricht ihre ehemalige Zugehörigkeit zum Gutsbesitz und die Tatsache, dass sich die Herren von Campe auf diesen Ort zurückführen.
Das heutige Gut Scharnhorst liegt 1,5 km weiter südlich besteht aus einem eingeschossigen Fachwerkbau, der ursprünglich ein Mansarddach besaß.